# Antonio García Reyes

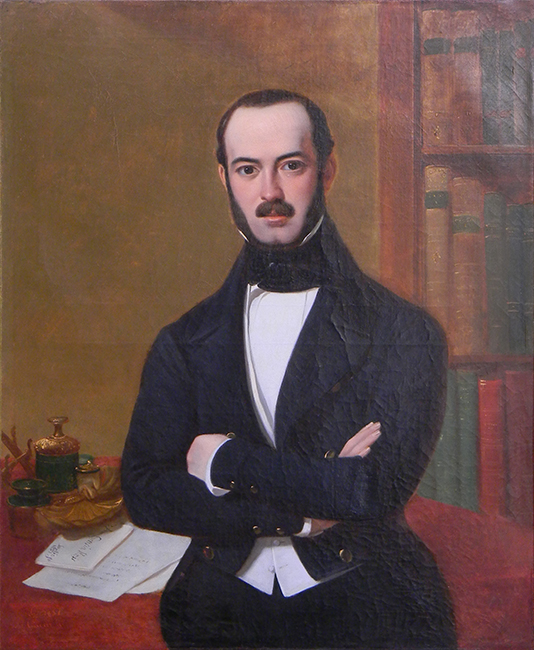
Retrato de Antonio García Reyes.
Óleo de Alejandro Cicarelli (ca. 1850).

Antonio García Reyes (15 de abril de 1817-16 de octubre de 1855) político y periodista chileno.
Hijo de Antonio García y Haro y de Tadea de Reyes Saravia. Se casó con su prima Teresa Reyes Pérez-Cotapos.
Estudió en el Instituto Nacional y cursó leyes en la Universidad de Chile, titulándose el 31 de enero de 1840. A los 19 años (1836) escribió un artículo sobre la próxima guerra contra la confederación Perúboliviana que impresionó al ministro Diego Portales, quien lo llamó a ocupar un puesto en el ministerio de relaciones, viajando al Perú como secretario de Mariano Egaña. Tras terminar de trabajar en el ministerio terminó de titularse de abogado y se dedicó al periodismo y a temas históricos. Fundó La Gaceta de los tribunales en 1841.
Fue elegido diputado en 1840, siendo conocido en la cámara con El ventarrón por sus fogosas arengas.
En 1846 publicó su memoria sobre La Primera Escuadra Nacional, premiada en la Universidad de Chile, institución de la cual era miembro de la facultad de Humanidades. En 1843 formó parte de la comisión redactora del código militar, en 1850 fue fiscal interino de la corte suprema y en 1852 y 1853 cooperó en la redacción del código penal y a la revisión del civil.
El 12 de junio de 1849 fue nombrado ministro de Hacienda por el presidente Manuel Bulnes. Durante su ministerio dotó de nueva maquinaria a la casa de moneda, fomentó la colonización en Valdivia, impulsó las obras de la quinta normal, reformó la moneda, etc.
En 1855 aceptó ser embajador plenipotenciario en Estados Unidos, pero moriría en el viaje, en Lima, el 16 de octubre de ese mismo año. 
Dejó incompletas dos obras, un Diccionario Geográfico y una Historia Nacional.
| Precedido por: Manuel Camilo Vial | Ministro de Hacienda de Chile 1849 - 1850 | Sucedido por: Jerónimo Urmeneta |